# Radverkehr in München

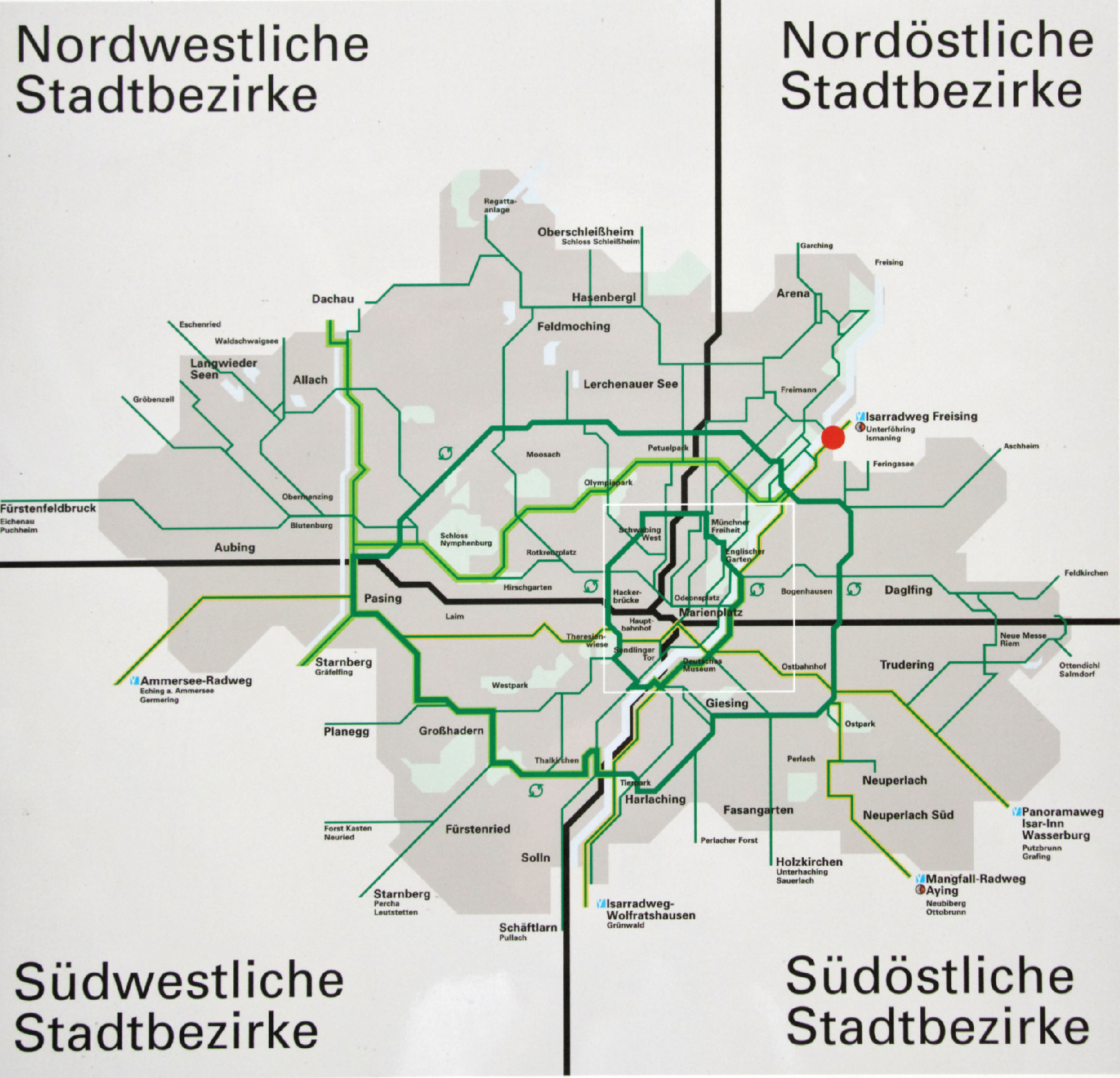
Überblick über das Münchner Fahrradwegenetz

Der Radverkehr spielt in München eine wichtige Rolle im städtischen Mobilitätsmix. Der Anteil des Fahrrads am Gesamtverkehr (Modal Split) hat sich in den letzten 20 Jahren verdoppelt: von 10 % im Jahr 2002 auf rund 21 % im Jahr 2023. Damit liegt München über dem bundesweiten Durchschnitt, aber hinter Spitzenreitern wie Münster (44 %) oder Freiburg (34 %).
Mit der Annahme der beiden Bürgerbegehren Radentscheid München und Altstadt-Radlring durch den Stadtrat am 24. Juli 2019 wurde eine ambitionierte Zielsetzung für die weitere Förderung des Radverkehrs beschlossen. Die Stadt weist zudem (Stand 2025) 96 Fahrradstraßen aus – so viele wie keine andere deutsche Großstadt – und hat über 400 Einbahnstraßen für den Radverkehr in Gegenrichtung geöffnet. Der erste von sechs geplanten Münchner Radschnellwegen ist die 23 Kilometer lange Verbindung zwischen München, Unterschleißheim und Garching, die seit September 2022 in Bau ist.

## Förderung
Bereits seit 1986 erstellt die Stadtverwaltung Verkehrsentwicklungspläne Radverkehr, eine besondere Form eines Verkehrsentwicklungsplans, der gezielt die Bedürfnisse von Radfahrern berücksichtigt und die Fahrradkultur verbessern will. Anfangs wurden vorwiegend Fahrradwege gefördert, in der aktuellen Fassung seit 2002 hat sich der Schwerpunkt auf integrierte Lösungen verschoben, so dass Verkehrsführungen an besonders kritischen Punkten, aber auch Abstellmöglichkeiten und die Umsteigebeziehungen zum Öffentlichen Personennahverkehr, insbesondere der U-Bahn München verbessert werden. Am 24. Juli 2019 übernahm der Stadtrat die Ziele des Radentscheids inklusive der Einrichtung eines Altstadt-Radlrings. Dieser Beschluss ist seitdem prägend für die Radverkehrsplanung in München.

### Infrastruktur
Da rund 85 % des Münchner Straßennetzes als Tempo-30-Zone ausgewiesen ist, besteht dort kein Bedarf für besondere Einrichtungen für den Radverkehr, außer ggf. der Einrichtung von Fahrradstraßen sowie der Kennzeichnung von für den Radverkehr durchlässigen Sackgassen und der Öffnung von Einbahnstraßen entgegen der Fahrtrichtung. Im Oktober 2021 hat der Stadtrat daher den Rückbau von Radwegen in Tempo-30-Zonen beschlossen.
Die Stadt München weist seit 2013 verstärkt Fahrradstraßen aus, die meist Teil der ausgeschilderten Fahrradrouten sind. An der Pilotstrecke in der Clemensstraße in Schwabing wurde 2019 eine Bevorrechtigung der Fahrradstraße gegenüber kleineren Nebenstraßen eingeführt. Außerdem wurden hier linienhaft Sicherheitstrennstreifen zu parkenden Autos markiert, um der typischen Gefahr durch rücksichtslos geöffnete Autotüren (Dooring-Unfälle) zu begegnen, indem Radfahrer weiter in der Fahrbahnmitte fahren. Nachdem München bei der Einbahnstraßenöffnung lange hinter diversen Städten in Norddeutschland zurückgeblieben war, die bereits um das Jahr 2000 annähernd sämtliche Einbahnstraßen (in Tempo-30-Zonen) für beide Richtungen des Radverkehrs freigegeben hatten, wird das Thema seit einem entsprechenden Beschluss des Münchner Stadtrats 2008 deutlich forciert. Inzwischen (Stand Oktober 2024) sind 95 Straßenabschnitte in München als Fahrradstraßen ausgewiesen und knapp 400 von etwa 700 Einbahnstraßen in Gegenrichtung für den Radverkehr geöffnet.
Etwa 260 km Fahrradrouten verlaufen in Grünanlagen und auf landwirtschaftlichen Wegen am Stadtrand. Dazu gehört auch der Isar-Radweg, der vollständig kreuzungsfrei ausgebaut entlang der Isar durch das Stadtgebiet verläuft. In den Erschließungsstraßen verlaufen rund 450 km Fahrradrouten. An Hauptverkehrsstraßen sind etwa 500 km Radwege, Radfahrstreifen und Schutzstreifen eingerichtet. Zwischen 1992 und 2010 wurden hierfür insgesamt rund 22 Millionen Euro ausgegeben. Die Nahmobilitätspauschale, aus der in erster Linie Projekte für den Radverkehr finanziert werden, wurde seitdem mehrfach erhöht: Im Jahr 2015 hat sie sich von zuvor unter 5 Millionen Euro jährlich auf 10 Millionen Euro pro Jahr mehr als verdoppelt. Seit 2020, nach der Annahme des Radentscheids,  stehen 25 Millionen Euro pro Jahr zur Verfügung. Hinzu kommen Verbesserungen für Radfahrer, die im Rahmen von anderen laufenden Infrastrukturprojekten durchgeführt werden und aus dessen Budget finanziert werden, weswegen genauere Angaben nicht vorliegen.

### Radnetz

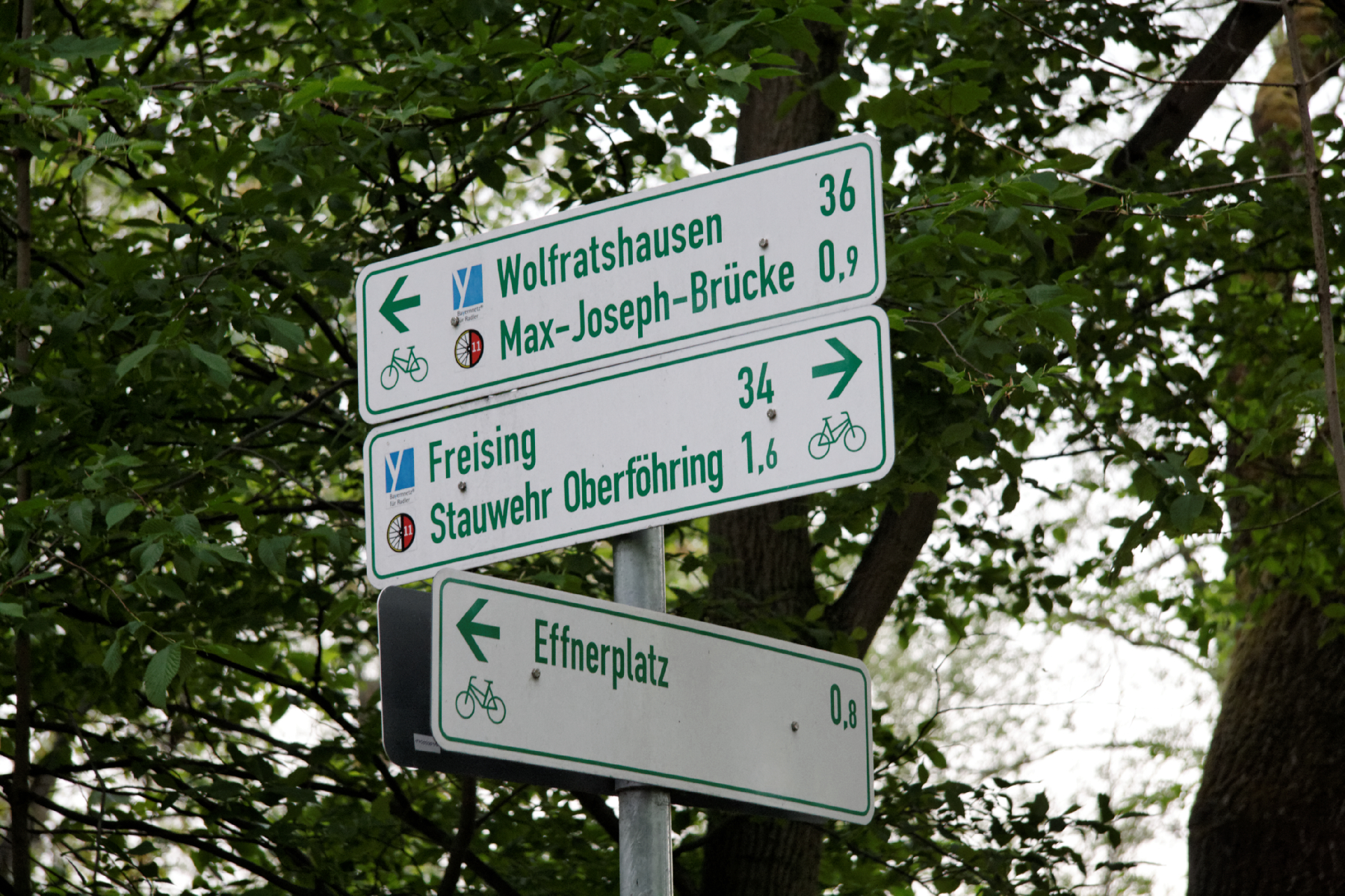
Beschilderung der Münchner Fahrradwege

Vierzehn sternförmig angelegte Hauptfahrradrouten führen von den Außenbezirken in die Münchner Innenstadt. Sie werden radial durch drei Ringe zu einem Radverkehrsnetz verbunden. Der innerste Ring führt um die historische Münchener Altstadt, der zweite liegt etwa auf Höhe des Mittleren Rings, und der dritte Ring ist der Äußere Radlring. Außerhalb der Stadt liegt der RadlRing München, der vorwiegend für den Freizeitverkehr gedacht ist. Die Radrouten sind einheitlich beschildert, und die Hinweisschilder sind mit Entfernungsangaben zu bedeutenden Zielen versehen. In dem von der Stadt München herausgegebenen und regelmäßig aktualisierten Radl-Stadtplan sind darüber hinaus empfohlene Nebenrouten und weitere Radverkehrsverbindungen eingetragen.
Im Rahmen des Radentscheides (Ziel 2: "Rad-Vorrangnetz") wird seit 2020 an einer aktualisierten, priorisierten Netzplanung gearbeitet. Die Initiative MunichWays von Green City e.V. bewertet alle Münchner Radstrecken nach festen Kriterien und stellt sie auf einer interaktiven Karte dar – von gemütlich (grün) bis sehr stressig (schwarz). Ziel ist es, Lücken im Rad-Vorrangnetz sichtbar zu machen und deren Schließung zu beschleunigen. Grundlage sind Daten aus OpenStreetMap.

### Radentscheid München und Altstadt-Radlring

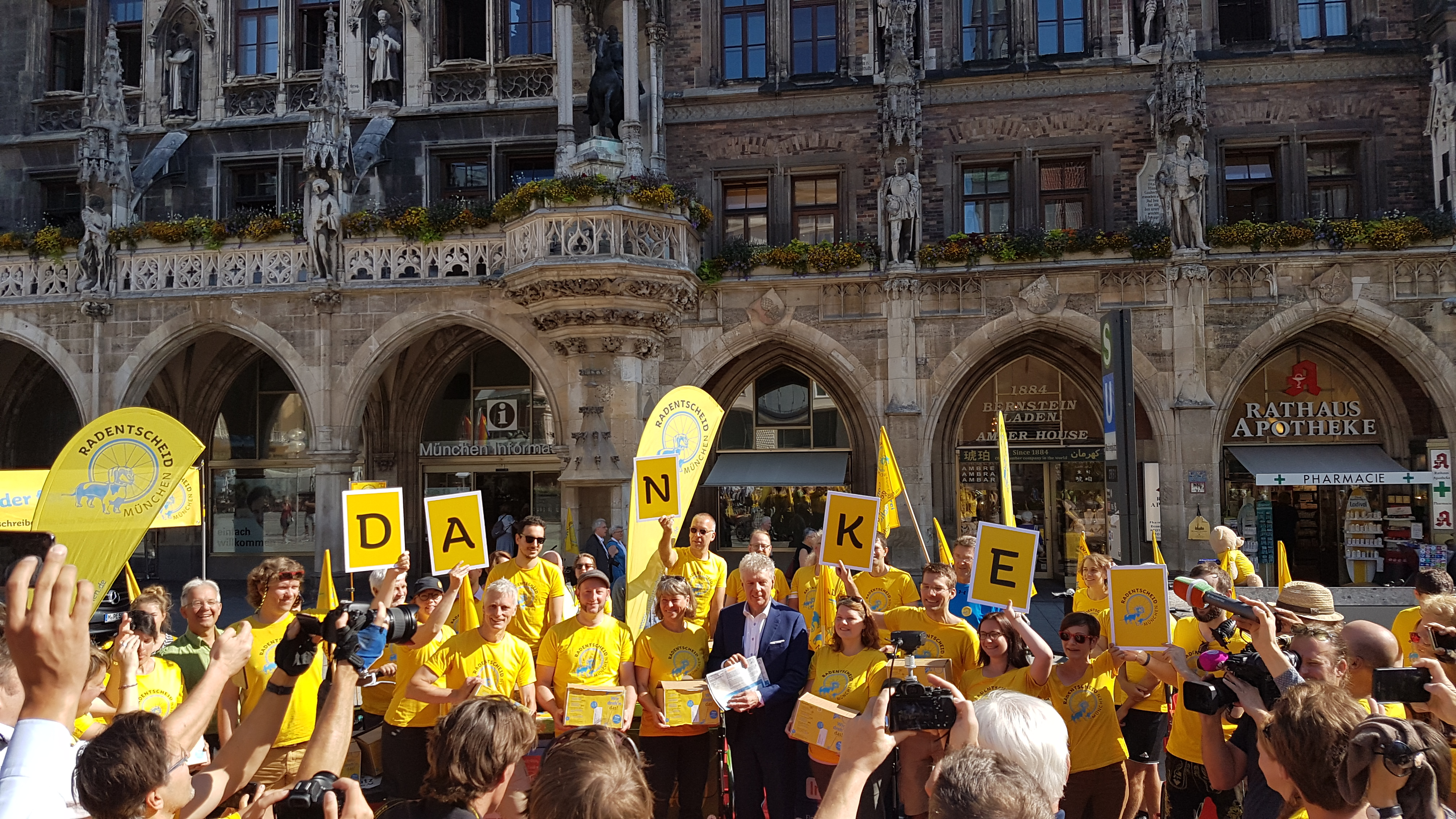
Übergabe der Unterschriften an Oberbürgermeister Dieter Reiter am 4. Juli 2019

Nachdem im Frühling 2019 die Initiatoren binnen weniger Monate mehr als 160.000 Unterschriften für die beiden Bürgerbegehren Radentscheid und Altstadt-Radlring gesammelt hatten, wurden diese am 24. Juli 2019 vom Stadtrat vollumfänglich übernommen. Die Verwaltung wurde gleichzeitig mit der Planung und Umsetzung der Ziele der beiden Bürgerbegehren beauftragt. Die bestehenden Fahrradhauptrouten sollten demnach bis 2025 zu einem durchgängigen und leistungsfähigen Rad-Vorrangnetz ausgebaut werden. Dies geschieht im Zweifel auf Kosten der Flächen für den Autoverkehr, während Fußverkehr, ÖPNV und Stadtgrün nicht beeinträchtigt werden sollen.
Verteilt auf fünf Maßnahmenbündel hat der Stadtrat zwischen Dezember 2019 und Dezember 2022 Planungsaufträge für die Radentscheid-konforme Umgestaltung von 55 Straßen und Kreuzungen in München beschlossen. Die ersten drei dieser Projekte (Querung der Stadelheimer Straße sowie die Umgestaltung der St.-Magnus-Straße und Zeppelinstraße) wurden 2024 fertiggestellt. Weitere Projekte werden sukzessive geplant und gebaut. Trotz erster Fortschritte wird die Umsetzung der Bürgerbegehren von den Initiatoren als zu langsam kritisiert.

### Mieträder

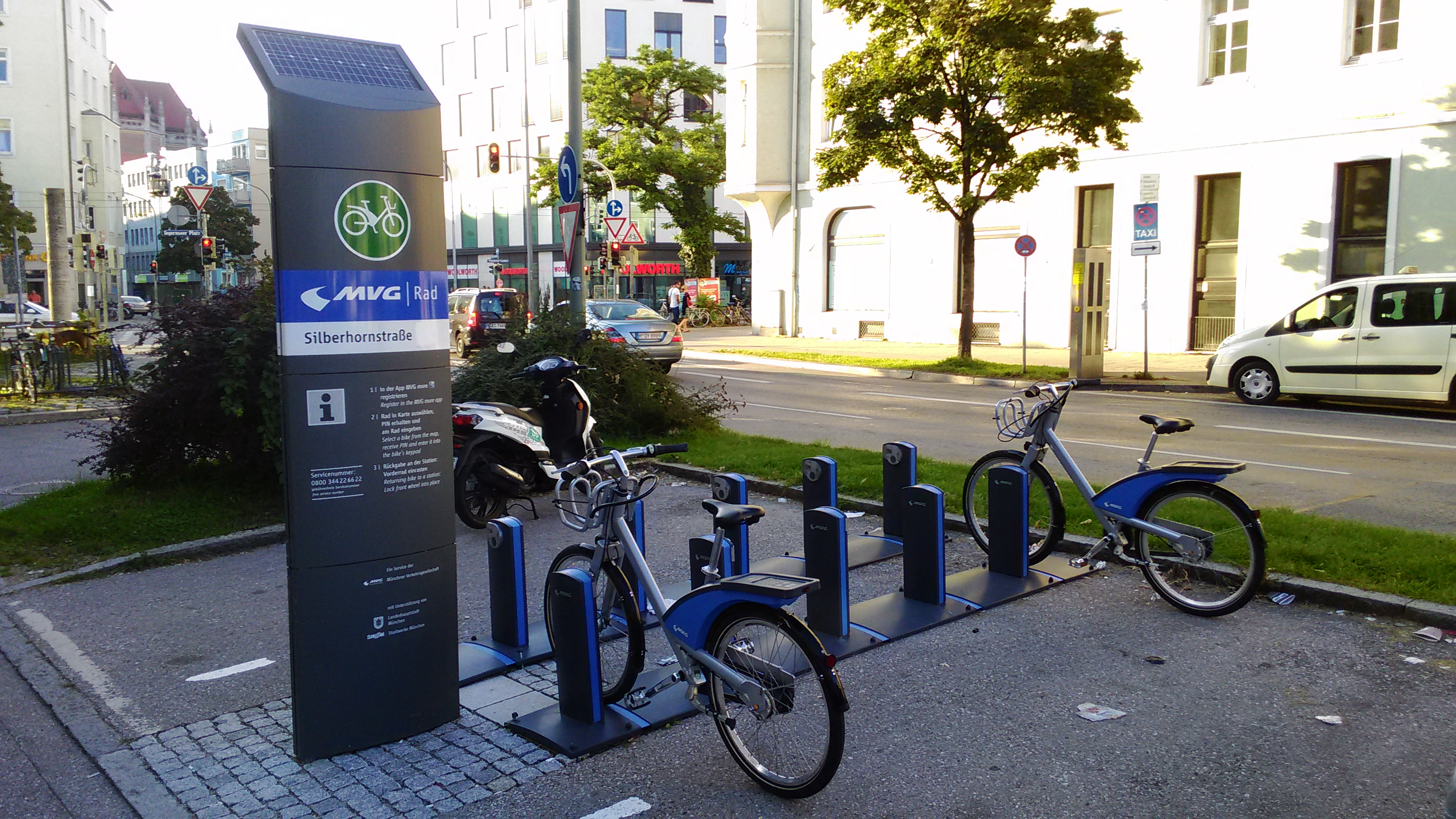
Mietradstation der MVG in München

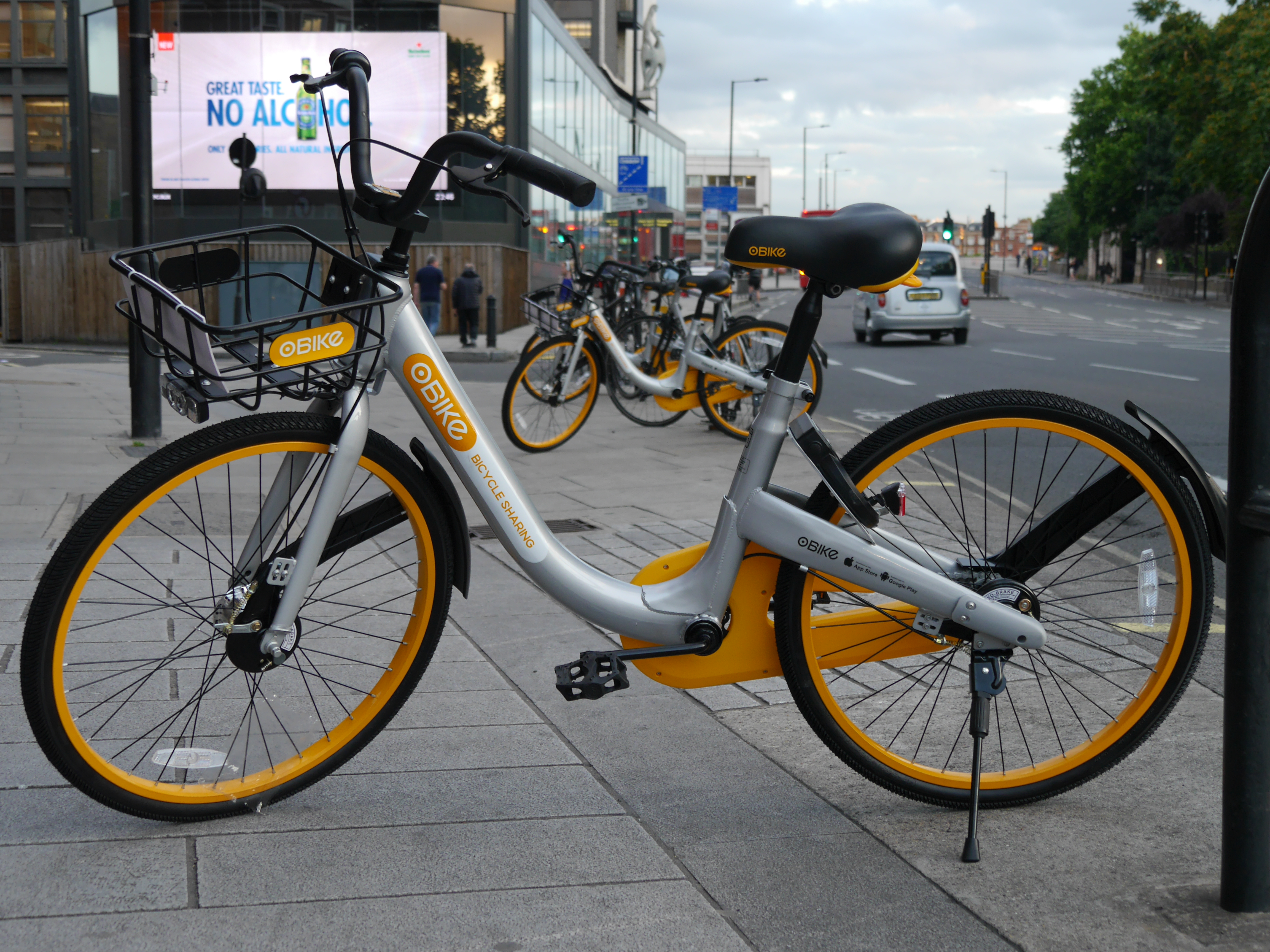
oBike

In München stellte die MVG (in Kooperation mit nextbike) seit 2015 zunächst 1.200 Fahrräder an 125 Standorten zur Verfügung. Nach stetigem weiteren Ausbau sind es Stand 2023 rund 4.500 Fahrräder. Seit 2019 sind auch im Landkreis München mittlerweile 186 Mietrad-Stationen für das MVG Rad errichtet worden.
1.500 Mieträder stellt Call a Bike bereit. Der Anbieter oBike hat im August 2017 in kurzer Zeit 6.800 Räder verteilt, diese aber nach starker Kritik am Vorgehen und der Qualität, mangelnder Annahme und vielen Fällen von Vandalismus im April 2018 wieder auf 1000 Räder reduziert. oBike meldete später Insolvenz an; die übrigen – oft beschädigten oder zerstörten – Fahrräder wurden nach der Androhung einer Beseitigungsanordnung entfernt.

### Veranstaltungen
Von 2009 bis 2019 fand jährlich im Sommer die Münchner Radlnacht statt, die nach der Corona-Pandemie bislang nicht wieder aufgenommen wurde. In den Jahren 2016, 2017 und 2018 wurde im April das SattelFest im Olympiapark veranstaltet. Auch das Radkulturfestival RadlKULT im Juni gibt es nicht mehr.
München beteiligt sich jedes Jahr an der deutschlandweiten Aktion Stadtradeln und hat dabei von 2019 bis 2022 jeweils den ersten Platz in der entsprechenden Kategorie belegt. 2023 wurden von 17.785 aktiv Radelnden mit fast 3,5 Millionen gefahrenen Kilometern innerhalb des dreiwöchigen Aktionszeitraums über 550 Tonnen CO2-Ausstoß vermieden.

### Kampagnen
Ab 2010 nutzte die Stadt München die Kampagne „Radlhauptstadt“ für ihre Öffentlichkeitsarbeit – mit dem Anspruch, eine Fahrradstadt zu werden. Politische und finanzielle Grundlage dafür war der Grundsatzbeschluss Radverkehr von 2009, der unter anderem zentrale Erkenntnisse zum Thema Fahrradmarketing aus der VeloCity-Konferenz 2007 zog, die in München durchgeführt wurde. 2017 wurde der Grundsatzbeschluss fortgeschrieben. Mittlerweile wurde die Radlhauptstadt-Kampagne allerdings durch das Motto „München unterwegs“ abgelöst, das verschiedene Verkehrsmittel in der Stadt unter einer Dachmarke bewirbt.

## Radfernwege und Radschnellverbindungen
Mehrere Radfernwege verlaufen durch das Münchner Stadtgebiet. Dazu gehören die D-Route D11 (Ostsee-Oberbayern), der Isar-Radweg, der Mangfall-Radweg, der Wasserweg, der Panoramaweg Isar-Inn, der Ammersee-Radweg, der Radfernweg München – Venedig und die Via Bavarica Tyrolensis. Knapp außerhalb der Stadtgrenzen verlaufen der Ammer-Amper-Radweg, der Sempt-Isen-Radweg und die Via Julia. Die meisten dieser Radfernwege gehören zum Bayernnetz für Radler und sind mit dessen Symbolen gekennzeichnet.
2016 entstand der vom Erholungsflächenverein initiierte ca. 440 Kilometer lange Radweg „Ring der Regionen“, der in größerem Abstand als der Äußere Radlring (50 km lang, innerhalb der Stadtgrenze) und der RadlRing München (150 km lang, außerhalb der Stadtgrenze) um die Landeshauptstadt herumführt.
Von den 2014/15 in einer Potenzialanalyse untersuchten 14 Korridoren für Radschnellverbindungen wurden die sechs Routen nach Garching / Unterschleißheim, Dachau, Fürstenfeldbruck, Starnberg, Oberhaching und Markt Schwaben in Kooperation mit den Nachbarlandkreisen zur weiteren Planung ausgewählt. Teilabschnitte des Radschnellwegs nach Garching und Unterschleißheim sind sowohl im Münchner Stadtgebiet als auch in Garching bereits in Bau. Die Fertigstellung war ursprünglich schon für 2019 geplant, jedoch kam es erst im Juli 2019 zur endgültigen Festlegung des Verlaufs.

## Kritik
Der ADFC München forderte in seinem Verkehrspolitischen Programm von 2008 zahlreiche Infrastrukturmaßnahmen wie die Freigabe benutzungspflichtiger Radwege, mehr Radfahrstreifen oder die Verbesserung der Fahrradabstellanlagen. 2014 wurde durch den ADFC München eine Liste von Radwegen erstellt, an denen nach Ansicht des Vereins die Benutzungspflichten aufzuheben sind. Im Jahr 2019 teilte die Stadt mit, dass die Radwegebenutzungspflicht auf ca. 35 % der Radwege überprüft wurde. Grund für die Überprüfung ist eine aus dem Jahr 1997 stammende Novelle der StVO, mit welcher die allgemeine Radwegebenutzungspflicht aufgehoben und die durch Verkehrszeichen angeordnete Radwegebenutzungspflicht an höhere Voraussetzungen geknüpft wurde. Im Fahrradklimatest des ADFC erreichte München im Jahr 2023 mit der Schulnote 3,9 den fünften Platz von insgesamt 14 Städten in der Kategorie über 500.000 Einwohner.
Die Süddeutsche Zeitung betrieb im Jahr 2014 unter dem Stichwort „Gefahrenatlas“ ein Webportal, um für den Radverkehr gefährliche Stellen zu sammeln. Seit 2021 gibt es eine von der Landeshauptstadt München selbst betriebene Meldeplattform Radverkehr, auf der die Bevölkerung Hinweise, Fragen und auch Lob abgeben kann.